# 1683

## أحداث
- تأسيس مدينة سان فرناندو ديل فالي دي كاتاماركا وتقع حاليا في الأرجنتين.
- تأسيس مدينة ثاندر باي، أونتاريو وتقع حاليا في كندا.
- بداية الحرب التركية العظمى في 1683 والتي انتهت في 1699.
- اغتيال يوسف معيمران، الصدر الأعظم وشيخ اليهود في المغرب الأقصى.

### يناير-يونيو
- 10 أبريل - شارل الخامس دوق اللورين يعين قائد الجيش الامبراطوري.
- 3 مايو - السلطان العثماني محمد الرابع يجتاح بلغراد.
- 6 يونيو - المتحف الأشمولي يفتتح أول متحف جامعة في العالم.
- 12 يونيو - فضح محاولة اغتيال ملك بريطانيا شارل الثاني من قبل بيت الجاوادر.

### يوليو-ديسمبر
- 8 يوليو - أدميرال سلالة تشينغ الصينية شي لانغ يقود 300 سفينة و 20000 من المقاتلين خارج تونغشان في فوجيان, ويبحر تجاه مملكة تونغنينغ، حالياً تايوان والبريسادور لوضعها تحت سيطرة سلالة تشينغ.
- 14 يوليو - فرقة عثمانية من 140 ألف مقاتل تتجه إلى فيينا وتحاصر المدينة.
- 16 يوليو و17 يوليو - معركة بينغهو: ادميرال السلالة الصينية كينج يدافع عن قواته ويتصدى لقوات زنغ جيشوان في إطار نصر محتم.
- 5 سبتمبر - ادميرال السلالة الصينية كينج تشي لانغ يستلم استسلام زنغ جيشوان وقواته ،الأمر الذي أدى إلى دمار مملكة تونجننج ووضعها تحت حكم سلالة الكينج.
- 12 سبتمبر - معركة فيينا:كسر الحصار العثماني حول المدينة بعد وصول 70 ألفا من قوات نمساوية, بولندية وألمانية تحت قيادة ملك المملكة البولندية-الليتوانية جان الثالث سوبيسكي حيث قام سلاح الفرسان الخاص به بتغيير مساره (وكانت هذه الخطوة التي أسهمت في تغيير مسار المعركة بالنسبة للعثمانيين).
- 3 أكتوبر - وصول تشي لانغ إلى تايوان واحتلال المنطقة المسماة اليوم بكوسيانغ.
- 7 أكتوبر - تأسيس البلدة الألمانية جيرمن تاون في ولاية بنسلفانيا الأميركية (و الرئيس الأميركي

## مواليد
- تسانغيانغ غياتسو
- فريدريش أدولف لامبه

## وفيات
- ألفونسو السادس ملك البرتغال
- الروداني
- غوارينو غواريني
- كولبير
- ياأويا أوشيتشي
- جان بابتيست كولبير
- روجر ويليامز
- قرة مصطفى باشا
- ميشيل نو
- 29 مارس - يا أويا أوشيتشي، فتاة يابانية أعدمت حرقا بسبب إشعال حرائق.